# Domodossola
Domodossola je italské město v kraji Piemont s osmnácti tisíci obyvateli. Nachází se na řece Toce v předhůří Alp a je největším městem údolí Ossola, podle něhož je pojmenováno. Domodossolou prochází frekventované železniční spojení do Švýcarska přes Simplonský tunel.
Město žije převážně z turistického ruchu, má zachované historické centrum s četnými paláci a divadlem Teatro Galetti, v okolí se provozují zimní sporty. Poutní místo Sacro Monte Calvario je zapsáno na seznam Světové dědictví jako součást komplexu Sacri Monti.
Na podzim roku 1944 zde partyzáni bojující proti Mussoliniho režimu vyhlásili nezávislou Ossolskou republiku.

## Partnerská města
- Brig, Švýcarsko
- Busto Arsizio, Itálie